# Portici
Portici je italské město v oblasti Kampánie. Město je sídlem Agrární fakulty Neapolské univerzity. V místním Národním muzeu železnic se nachází nejstarší italská parní lokomotiva, která jezdila od 3. října 1839 na trase Portici–Neapol.

## Zajímavost
Vzhledem ke své rozloze mělo město v roce 1991, kdy mělo 70 tisíc obyvatel, po Hongkongu a Šanghaji třetí největší hustotu zalidnění na světě.

## Vývoj počtu obyvatel
Počet obyvatel